# Chapalu
Vous lisez un « article de qualité » labellisé en 2011.
Le Chapalu, Capalu ou Capalus est un chat monstrueux dont parlent des manuscrits médiévaux français rattachés à la légende arthurienne. Peut-être issu de croyances celtiques, il est connu de la poésie arthurienne galloise sous le nom de Cath Paluc, Cath Palug, Cath Paluc, Cath Balug ou Cath Balwg.
Le Livre noir de Carmarthen en fait le fils de la truie mythique Henwen, et parle de ses ravages sur Anglesey. Selon La Bataille Loquifer, le Chapalu est le fruit du viol de la fée Brunehaut par le luiton Gringalet et, maudit par sa naissance, cherche à redevenir humain. Quelques textes ainsi qu'une mosaïque attestent d'un combat du roi Arthur contre lui.
« Roi des luitons » dans une continuation tardive d’Ogier le Danois, il est une bête féroce qui attaque les voyageurs, finalement vaincue par Arthur dans L’Estoire de Merlin du cycle Vulgate. Plus tard, le folklore populaire lie cette histoire au lac du Bourget ainsi qu'au mont du Chat, bien que le toponyme soit antérieur à cette version de la légende. Guillaume Apollinaire a repris la figure du Chapalu dans L'Enchanteur pourrissant.

## Étymologie
Pour Philippe Walter, le nom français est à décomposer en « chat » et « pelu » ou « palu », soit « poilu », une théorie citée dans les ouvrages grand public. Jean-Paul Lelu met en avant la parenté entre les noms de Cath Paluc, Capalu, et Chapalu pour suggérer que « ca » est un préfixe dépréciatif, « palu » signifiant « marais ». En gallois, bien que « Palug » signifie « sauveur », le mot est à rapprocher de « blesseur, griffant ». Pour Claude Sterckx, il est « hors de doute que le Chat Palug (Cath Palug) gallois et le Chapalu français sont une même créature ». Le nom gallois aurait donné, par déformation, la forme française,,. Jean Markale (dont les travaux sont souvent contestés) signale un grand nombre d'étymologies « plus ou moins fantaisistes » pour cette créature, la plus logique et fréquemment citée est celle d'un « chat des paluds », soit « des marais ». Les études plus anciennes avaient évoquées le sens de « lion », de « dieu-tigre » ou de « dieu-chat » pour le préfixe « ca ». Joseph Loth mentionne la variante « Balug », composée de « Bal », qui évoque un dieu celtique,.

## Origine et caractéristiques
Tous les textes au sujet du Chapalu le mettent en lien étroit avec l'élément liquide, particularité déjà remarquée par Émile Freymond lors de ses recherches en 1899. Axel Wallensköld, commentant les recherches de Freymond en 1900, évoque même une « personnification mythique de la mer ». Le titre de « roi des lûtons », dont l'origine aquatique est attestée par certains récits, renvoie une fois de plus à cet élément,.
Il est présenté comme un monstre de nature démoniaque. La littérature hagiographique médiévale tend en effet à « démoniser » les croyances païennes, un aspect particulièrement sensible dans L’Estoire de Merlin. À partir d'analyses toponymiques et folkloriques, Jean-Paul Lelu arrive à la conclusion que le Chapalu est un gardien des passages aquatiques vers l'Autre Monde celtique, comparable au dragon tarasque à tête de lion, qui partage probablement la même origine. Claude Lecouteux cite trois théories, dont celle des traditions celtiques. Le chat est une créature chtonienne, voire une personnification de la mort dans les croyances celtes. En Irlande, le « chat de mer » est un félin chimérique monstrueux, tandis que les Shetland sont anciennement nommées Cat Inis, soit « île du Chat ». Leur localisation septentrionale et leur climat correspondent assez bien à l'idée d'un Autre Monde, autant d'indices qui renvoient à une origine celtique insulaire. Cette origine celtique est invoquée depuis longtemps, en témoigne l'étude de Kerstin Hård af Segerstad, en 1926, qui cite M. G. Paris, lequel y voit un monstre mythologique celte « redoutable, qui remonte probablement à une époque antérieure à la domestication du chat en Occident ». Lui-même évoque une analogie avec le Chêne-Lapalud, près d'Angers, et rattache cette créature à la mythologie gauloise.
Une dernière théorie est celle d'une ancienne divinité aquatique à laquelle les pêcheurs devaient rendre un culte en rejetant une partie de leurs prises.

## Apparence

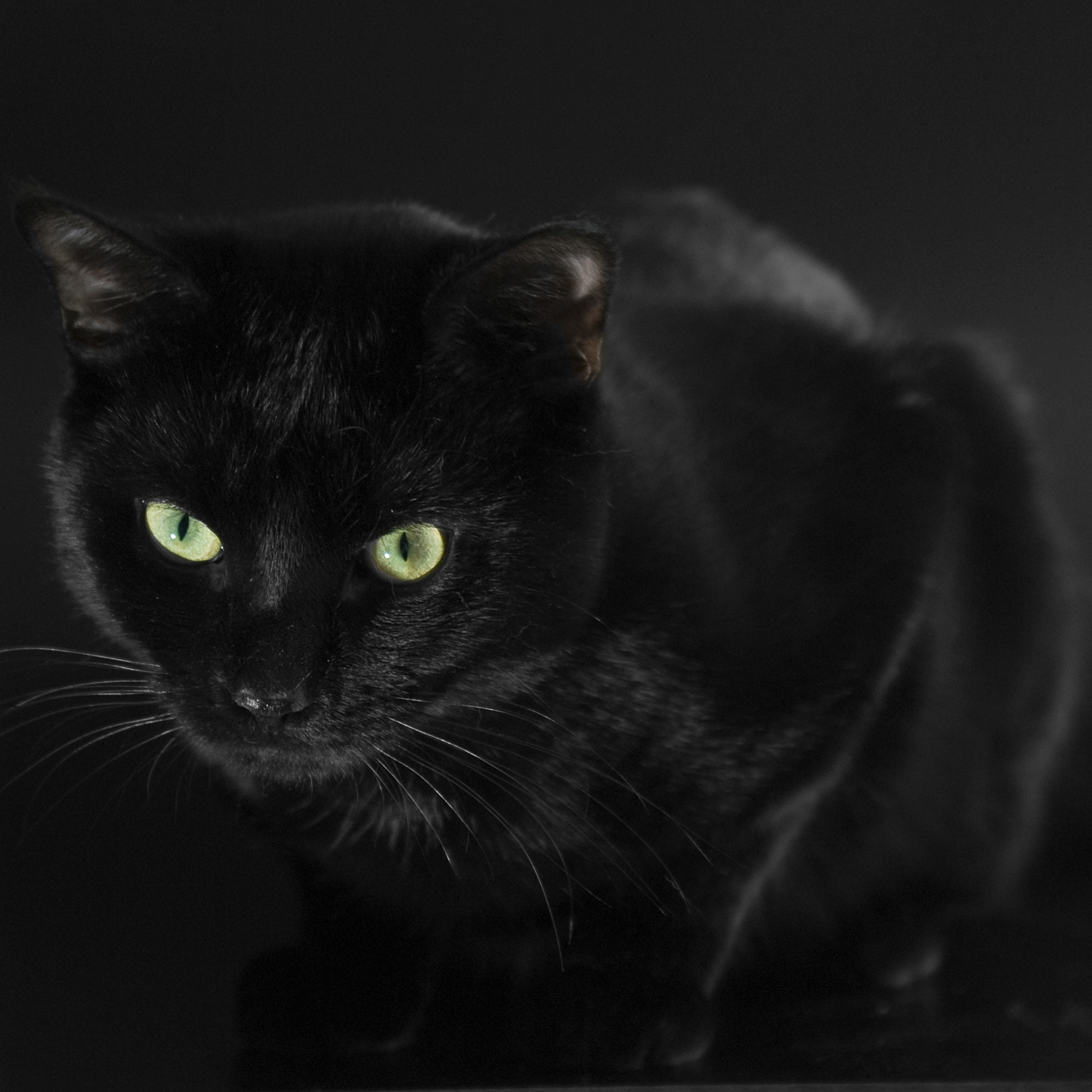
Le Chapalu est généralement décrit comme un petit chat noir qui devient monstrueux.

Dans L’Estoire de Merlin et les Triades galloises, le Chapalu est d'abord un petit chat noir venu de l'eau, qui devient gigantesque et monstrueux. Selon La Bataille Loquifer, il a un corps de cheval et une tête de chat, c'est un « diable aux yeux rouges ». Certains manuscrits ajoutent à cette description des pieds de dragon et une queue de lion,, précisant qu'il serait un prince victime d'un enchantement, changé en bête. Un poème en moyen haut-allemand, Manuel und Amande, en parle comme d'un poisson à l'aspect de chat.
Les théories d'une inspiration du lynx et du chat sauvage sont citées, mais la constance d'un « animal amphibie à fourrure » dans les descriptions rend plausible une déformation de la loutre ou d'un autre mustélidé.

## Manuscrits
Les sources concernant le Chapalu proviennent de manuscrits médiévaux, en particulier des XIIe siècle et XIIIe siècle. Jean Bichon affirme que le combat du roi Arthur contre ce monstre est mal représenté dans la littérature romanesque, mais Francis Dubost soutient l'inverse. Ce combat est, quoi qu'il en soit, suffisamment connu pour être représenté sur une mosaïque de la cathédrale d'Otrante, datée de 1163 ou 1165. Celle-ci montre Arthur chevauchant un animal à cornes (probablement un bouc), et comporte deux vignettes superposées : en haut le combat du roi, et en bas la résolution du combat où le monstre « pardé » (tacheté) malmène un homme à terre,,. Une certaine diabolisation d'Arthur est perceptible dans cette représentation.

### Sources françaises
Le Chapalu a été étudié entre autres par Laurence Harf-Lancner, Philippe Walter, Gaël Milin et Goulven Péron.

#### La Bataille Loquifer
Il apparaît dans La Bataille Loquifer, chanson du cycle carolingien originellement composée en 1170. Il est engendré au cours du viol commis par le luiton (lutin) Gringalet sur la fée Brunehaut, d'où son apparence à tête de chat et corps de cheval, qui doit « incarner l'antagonisme entre un être merveilleux noble et une créature fantastique ignoble », et traduire la colère de la fée. Le nom de « Gringalet » renvoie à la monture de Gauvain, ce qui explique peut-être l'apparence en partie équine du Chapalu dans ce récit.
Chapalus fut, cant vint a natïon

Anjandrés fut an l'île d'Orïon

Par tel vertu que onques n'oît on ;

Car une faee qui Bruneholt ot non

Baignoit son cors an la fontaine Orcon ;

Devent lui vint Grigalet. I luiton ;

Iloques prist la fee en traïsson

Si anjandra Chapalu lou felon.
— Graindor de Brie, La Bataille Loquifer
Sa mère le condamne à rester un monstre et à demeurer en Avalon tant qu'il n'aura pas mordu le plus vaillant des chevaliers au talon, pour boire son sang. Il se met au service de la fée Morgue. Arrive le chevalier Rainouart, qui rencontre sur l'île le roi Arthur et de nombreux autres chevaliers. Désireux d'éprouver sa valeur, Arthur organise un combat singulier entre Rainouart et le monstre félin, en présence de Morgue et de lui-même. Le Chapalu parvient à s'abreuver du sang du chevalier, ce qui le change instantanément en beau jeune homme. Il jure fidélité à Rainouart. Une fête est organisée pour célébrer l'évènement.
La transformation du Chapalu lève la malédiction qui pesait sur Avalon, et Rainouart quitte alors Morgane, qui est amoureuse de lui, pour retrouver son fils. Elle persuade le Chapalu de le suivre en mer et de provoquer un naufrage pour tuer le chevalier. Rainouart s'en sort grâce à l'aide de sirènes,,,.
Dans ce récit, le Chapalu est rapproché des lycanthropes et de la fée Mélusine, qui tous deux souffrent d'une apparence monstrueuse et cherchent à retrouver leur humanité. Le combat n'est pas résolu par les armes, mais parce que Rainouart est le seul qui puisse libérer le Chapalu, même au prix de sa vie. Dominé par son adversaire, il permet, par son sacrifice, une seconde naissance du monstre,. Rainouart fait figure de champion d'Arthur destiné à réparer le tort de la naissance du Chapalu, à cause d'un lutin violeur, en lui rendant forme humaine.

#### Li Romanz des FranceisetGaleran de Bretagne

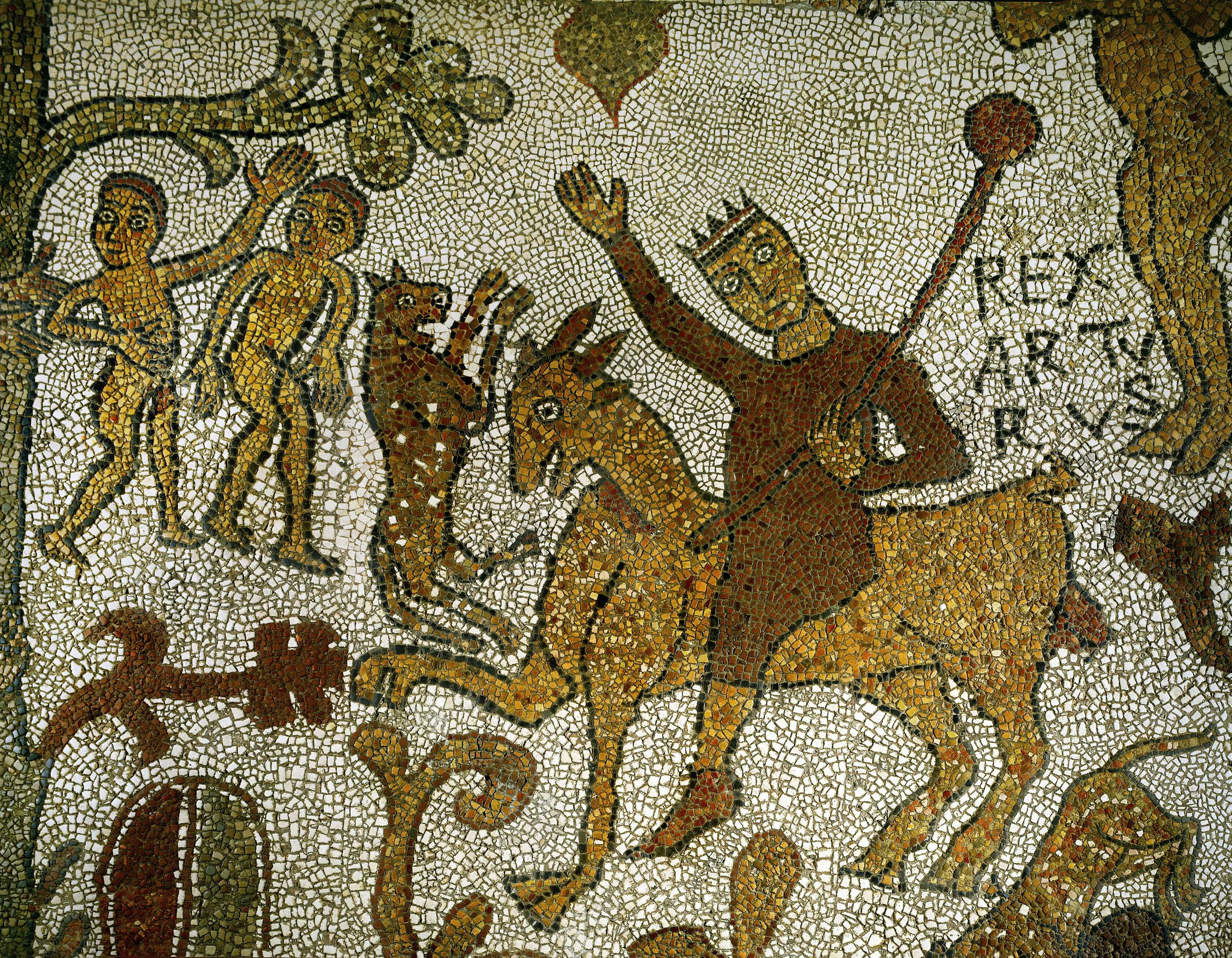
Arthur, à califourchon sur un bouc, affronte le Chapalu (mosaïque de la cathédrale d'Otrante).

Plusieurs sources racontent qu'Arthur est tué dans un marécage par le Chapalu, en particulier Li Romanz des Franceis, un pamphlet de la fin du XIIe siècle écrit par le Normand André de Coutance peu de temps avant que cette région, rattachée à l'Angleterre, ne devienne française. Le nationalisme est alors palpable dans tout le Nord-Ouest du territoire français. André de Coutance cherche à provoquer les Anglais, pour qui le roi Arthur est le héros national et le conquérant légendaire d'une partie du territoire français, en disant qu'il a été vaincu par le Chapalu :
Ils ont dit que riens n’a valu,

Et donc à Arflet n’a chalu

Que boté fu par Capalu

Li reis Artur en la palu ;

Et que le chat l’ocist de guerre,

Puis passa outre en Engleterre,

Et ne fu pas lenz de conquerre,

Ainz porta corone en la terre ;

Et fu sire de la contrée

Où ont itel fable trovée ;
— André de Coutance, Li Romanz des Franceis
Le poème précise que le félin gagne ensuite l'Angleterre, et s'empare de la couronne du pays pour en devenir le souverain,,. Ce récit propagé par les Capétiens est destiné à ridiculiser Arthur et ainsi nuire à leurs adversaires politiques, c'est une invention et selon Philippe Walter, « l’auteur qui rapporte cette tradition s’empresse d’en souligner l’absurdité » en concluant « Où donc ont-ils (les Français) trouvé une telle fable ? Tout cela n’est que mensonge, Dieu le sait bien. ».
Galeran de Bretagne, un roman du début du XIIIe siècle, reprend cette histoire de défaite face au Chapalu,.

#### L’Estoire de Merlinet ses suites

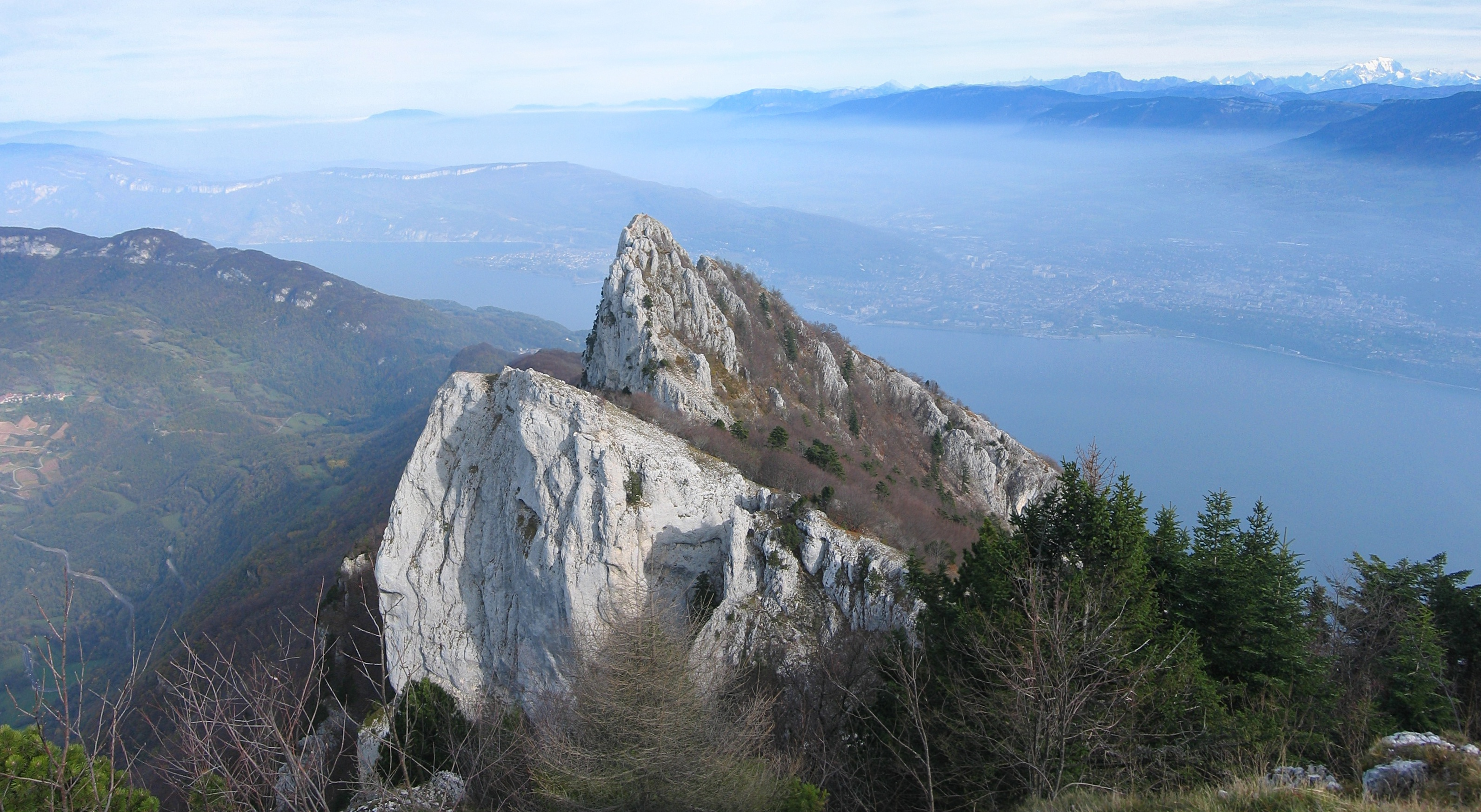
Le folklore populaire a lié la dent du Chat et le mont du chat à la créature légendaire.

Un poème est consacré au Chapalu dans L’Estoire de Merlin, écrit durant la première moitié du XIIIe siècle et partie du cycle Vulgate. Un pêcheur du lac du Bourget promet d'offrir sa première prise à Dieu, et manque à sa parole. Il remonte un petit chat noir au troisième coup de filet, mais ce dernier devient monstrueux, dévore toute la famille du pêcheur, et attaque les voyageurs. Il est finalement tué par Arthur, qui le provoque avec l'aide de Merlin. Se jetant sur le roi, le Chapalu est abattu.
Le folklore local connaît des variantes de cette histoire, où la mort du chat est attribuée à deux frères qui l'attaquent à la machine de guerre et l'achèvent au coutelas, ou à un soldat venu du Bourget qui le tue à l'arquebuse. À partir du XIVe siècle, la créature est décrite comme retranchée dans une grande caverne, et dès le XVIe siècle, le combat légendaire du roi Arthur est déplacé sur le mont du Chat. Le nom de la montagne, connu depuis 1232, rappelle le Chapalu, et devient l'une des raisons de la fixation de la légende. En 1619, le franciscain Jacques Fodéré dit, en recopiant cette histoire, qu'il s'agissait d'un chat de la taille d'un tigre, et introduit les deux frères chevaliers d'Arthur, Berius et Melianus. À la fin du XIXe siècle, Émile Freymond collecte les traditions populaires en rapport avec cette légende et se fait raconter par les anciens du pays savoyard que le chat dévorait un voyageur sur dix ou un sur vingt depuis une caverne près du col du Chat, puis qu'un chevalier ou un soldat l'a occis. La mention de ce « grand chat » en Savoie pourrait avoir été popularisée par la présence effective du lynx jusqu'à une époque récente.
Arnold van Gennep s'intéresse à cette croyance, et note une influence du nom du village Saint-Jean-de-Chevelu, qui rappelle celui du monstre, renforçant peut-être la fixation locale de cette légende.

#### Ogier le Danois
Dans une continuation tardive d'Ogier le Danois, le Chapalu est le roi des lûtons (lutins). Depuis Avalon, il lance un défi au roi Arthur, pour s'emparer de son château. Ce défi est relevé par Ogier, le compagnon de la fée Morgue (Morgane). Le combat entre Ogier et le Chapalu est vu comme une épreuve qui permet de libérer le Chapalu de sa malédiction, après quoi, il devient l'écuyer d'Ogier sous le nom de « Benoît », et reste en pays de Faërie. Ce récit est très similaire à celui de Rainouart, La Bataille Loquifer a probablement servi de modèle.

### Sources galloises

#### Triades galloises
Selon les Triades galloises, la truie mythique Henwen (la Vieille Blanche) est traquée parce qu'une prophétie annonce que sa progéniture ravagera le pays. Coll, l'un des trois derniers grands porchers, trouve un chat noir qui vient de naître à Llanfair-is-gaer (en), et le jette à la mer depuis un rocher, dans le Menai, certain qu'il en mourra. Le chat traverse l'eau et à Anglesey, les enfants de Paluc retrouvent l'animal puis le nourrissent. Il grandit et, sous le nom de Cath Paluc (soit « le chat de Paluc »), ce chat lisse et brillant devient l'un des trois fléaux de l'île,.
Il est à noter que le « Cath Paluc » vient au monde en même temps que deux autres créatures, un aiglon et un louveteau, ce qui rappelle le dieu Lug, bien que selon Claude Sterckx, il s'agisse d'une « triple naissance zoomorphe fonctionnelle ». La truie, qui donne naissance à des récoltes abondantes ou à des animaux monstrueux est assimilée à une image de la déesse mère.

#### Livre noir de Carmarthen
Selon le Livre noir de Carmarthen, dont le manuscrit est copié entre 1154 et 1189, le Cath Paluc vient de la mer pour dévaster le pays, mais il est finalement abattu par le sénéchal Keu, après avoir tué 180 guerriers,.
Jean-Paul Lelu rappelle au sujet de ce texte que « dans l’antiquité le peuple des Silures occupait la partie méridionale et occidentale du Pays de Galles », et que des antéfixes de Caerleon montrent des têtes à oreilles de chat, avec des symboles. Ils pourraient représenter une « divinité féline redoutable des Silures ».

## Adaptations modernes

### Dans la littérature
En 1898, Guillaume Apollinaire mentionne le Chapalu, monstre « qui avait la tête d'un chat, les pieds d'un dragon, le corps d'un cheval et la queue d'un lion » , dans L'Enchanteur pourrissant. Il lui attribue des yeux lumineux, la peur du jour, et précise qu'il est sans cesse affamé. Ces vers amènent de nombreux commentaires :

« Je ne serai jamais prolifique. Pourtant ceux qui le sont ont des qualités. J'avoue ne m'en connaître aucune. Je suis solitaire. Voici que je me découvre une qualité : je suis affamé. Cherchons à manger. Celui qui mange n'est plus seul »

— Guillaume Apollinaire, L'Enchanteur pourrissant
Franz Hellens y voit une référence au mythe du lycanthrope et d'autres à « l’appétit légendaire du poète Apollinaire » : œuvre de jeunesse écrite à 18 ans, L'Enchanteur pourrissant pourrait mettre en scène une analogie entre la créature et son créateur mélancolique, inquiet pour son avenir.
Le Chapalu apparaît aussi dans la revue Le Festin d’Ésope, fondée par Apollinaire, et dans laquelle les biens consommés évoqués par le titre ne sont pas terrestres. Une autre proposition serait de comprendre « Celui qui lit n'est plus seul », en se basant sur des analogies entre la nourriture physique et l'« appétit de lecture », ou le fait de « dévorer un livre ». Le Chapalu précise aussi qu'il cherchait l'enchanteur Merlin « parce qu'il était savant et aurait su le rendre prolifique ».
Max Jacob rend hommage à ce texte en écrivant une version très proche, dans laquelle le Chapalu est une licorne aimant l'ombre. Il menace Victor Matorel de faire crouler une bibliothèque sur ses genoux, puis d'ensevelir son estomac sous les dictionnaires.

### Dans l'universmangaet de lajapanimation
- Dans le manga Seven Deadly Sins de Nakaba Suzuki, librement inspiré des légendes arthuriennes, Cath Parigue est une sorte de chat en boule qui accompagne Arthur, avant de révéler bien plus tard ses véritables desseins et se retourne contre le jeune roi de Camelot.

- en 2019, Fate/Grand Order Absolute Demonic Babylonia, adaptation du jeu mobile Fate/Grand Order, le Chapalu, transcrit en Cath Palug, apparaît sous les traits de Fou ou Four ; un petit animal blanc, pelucheux, aux grandes oreilles blanche et bleu pigeon, croisement visuel entre un chat, un écureuil et un lapin, portant une sorte de capeline ourlée du même bleu évoquant son origine aquatique. Il accompagne l'héroïne Mashu Kyrielight à travers ses voyages temporels. Son lien avec la légende arthurienne est très rapidement mis en évidence quand ce dernier attaque Merlin lors de leur première rencontre, laissant à penser qu'il y a un historique entre ces deux personnages. De par son chara design, Fou rappelle très fortement Teto, autre animal de compagnie que l'on retrouve dans Nausicaä de la vallée du vent (風の谷のナウシカ, Kaze no tani no Naushika?), d'Hayao Miyazaki.

### Dans les Arts et Spectacles
En 2013, le collectif de conteurs « Chemin Contant » rebaptise son association et lui attribue le nom « Chapalu ». Il est désigné comme un Animal de l’Étrange né d'amours interdites et errant les mondes à la recherche d'un regard bienveillant.

## Analogies dans d'autres cultures
Dans les contes russes, Kot Baioun est un énorme chat maléfique qui berce et endort les voyageurs avec ses contes, avant de les tuer impitoyablement.